# Cheylard (tổng)
Tổng Cheylard là một tổng của Pháp nằm ở tỉnh Ardèche trong vùng Rhône-Alpes.
Tổng này được tổ chức xung quanh Cheylard ở quận Tournon-sur-Rhône. Độ cao biến thiên từ 315 m (Saint-Julien-Labrousse) đến 1 486 m (Saint-Andéol-de-Fourchades) với độ cao trung bình là 702 m.

## Hành chính
| Giai đoạn | Ủy viên        | Đảng | Tư cách             |
| --------- | -------------- | ---- | ------------------- |
| 1992-     | Jacques Chabal | UMP  | Thị trưởng Cheylard |

## Các đơn vị hành chính
Tổng Cheylard bao gồm 14 xã với dân số 6 531 người (điều tra năm 1999, dân số không tính trùng).
| Xã                            | Dân số | Mã bưu chính | Mã insee |
| ----------------------------- | ------ | ------------ | -------- |
| Accons                        | 419    | 07160        | 07001    |
| Le Chambon                    | 74     | 07160        | 07049    |
| Le Cheylard                   | 3 514  | 07160        | 07064    |
| Dornas                        | 247    | 07160        | 07082    |
| Jaunac                        | 107    | 07160        | 07108    |
| Mariac                        | 732    | 07160        | 07150    |
| Nonières                      | 180    | 07160        | 07165    |
| Saint-Andéol-de-Fourchades    | 89     | 07160        | 07209    |
| Saint-Barthélemy-le-Meil      | 222    | 07160        | 07215    |
| Saint-Christol                | 92     | 07160        | 07220    |
| Saint-Cierge-sous-le-Cheylard | 211    | 07160        | 07222    |
| Saint-Genest-Lachamp          | 104    | 07190        | 07239    |
| Saint-Julien-Labrousse        | 318    | 07160        | 07256    |
| Saint-Michel-d'Aurance        | 222    | 07160        | 07276    |

## Thông tin nhân khẩu
| 1962                                                     | 1968  | 1975  | 1982  | 1990  | 1999  |
| -------------------------------------------------------- | ----- | ----- | ----- | ----- | ----- |
| 6 824                                                    | 7 700 | 7 478 | 7 340 | 6 871 | 6 531 |
| Nombre retenu à partir de 1962 : dân số không tính trùng |       |       |       |       |       |